# Blackpink
Blackpink (korejski: 블랙핑크, stilizirano velikim slovima ili kao BLɅϽKPIИK) južnokorejska je ženska grupa koju je osnovao YG Entertainment. Grupu čine četiri članice: Jisoo, Jennie, Rosé i Lisa. Smatrane od strane raznih publikacija "najvećom ženskom grupom na svijetu", priznate su kao vodeća sila korejskog vala i ambasadorice "girl crush" koncepta u K-popu, koji istražuje teme samopouzdanja i osnaživanja žena.
Blackpink je debitirao u kolovozu 2016. sa svojim singl-albumom Square One, koji je sadržavao pjesme "Whistle" i "Boombayah", njihove prve brojem jedan na južnokorejskoj Circle Digital Chart i američkoj Billboard World Digital Songs ljestvici. Sljedeći singl-album Square Two iz studenog sadržavao je pjesmu "Playing with Fire", koja je bila prva pjesma korejske ženske grupe koja je ušla na Billboard Canadian Hot 100. Njihova popularnost, kako u Južnoj Koreji, tako i globalno, dodatno je porasla s hitom "Ddu-Du Ddu-Du" (2018.), koji je bio prva pjesma korejske ženske grupe na UK Singles Chartu i prva koja je dobila certifikat od Udruženja diskografske industrije Amerike (RIAA). Njegov glazbeni video bio je prvi od korejske grupe koji je premašio jednu i dvije milijarde pregleda na YouTubeu. Glazbeni spotovi za "Kill This Love" (2019.) i "How You Like That" (2020.) postavili su rekorde za najgledanije videozapise u prvih 24 sata nakon objave, pri čemu je potonji dospio na vrh Gaon Digital ljestvice i oborio pet Guinnessovih svjetskih rekorda.
Blackpink je najviše rangirana korejska ženska grupa na američkom Billboard Hot 100, dosegnuvši 13. mjesto s "Ice Cream" (2020.), te na američkom Billboard 200, dosegnuvši prvo mjesto s albumom Born Pink (2022.). Njihovi studijski albumi The Album (2020.) i Born Pink oborili su rekord za najprodavaniji album ženskog izvođača u Južnoj Koreji, postavši prvi koji je premašio milijun i dva milijuna prodanih primjeraka, redom. Born Pink je bio prvi album ženske grupe koji je dosegnuo prvo mjesto na Billboard 200 od albuma grupe Danity Kane 2008. godine, te je postavio dva Guinnessova svjetska rekorda kao prvi album korejske ženske grupe koji je dosegnuo vrh Billboard 200 i UK Albums Chart. Vodeći singl albuma, "Pink Venom" (2022.), bio je prva pjesma korejske grupe koja je dosegla prvo mjesto na australskoj ARIA Singles ljestvici i prva pjesma ženske grupe koja je dosegla vrh Billboard Global 200.
S 40 milijardi streamova i 20 milijuna prodanih ploča širom svijeta, Blackpink je jedna od najprodavanijih ženskih grupa svih vremena. Njihova Born Pink World Tour (2022. – 2023.) postala je najunosnija turneja ženskog izvođača i azijskog izvođača, a također su bili prvi azijski izvođač koji je bio headliner na Coachelli. Imaju najviše pretplatnika i najgledaniji kanal glazbenog izvođača na YouTubeu te su najpraćenija i najstreamanija ženska grupa na Spotifyju. Blackpink je osvojio brojne nagrade, uključujući Golden Disc Awards, MAMA Awards, People's Choice Awards i MTV Video Music Awards, gdje su postali prva ženska grupa koja je u 21. stoljeću osvojila nagradu za Grupu godine. Osim u glazbi, imaju brojne ugovore o sponzorstvima u raznim industrijama i snažno uključuju modu u svoj javni imidž. Zbog svog rada kao zagovornice svijesti o klimatskim promjenama, grupa je 2023. godine imenovana počasnim članovima Reda Britanskog Carstva (MBE). Blackpink je prva ženska grupa koja je ušla na Forbesovu listu 30 Under 30 Asia i proglašena je Entertainer of the Year od strane magazina Time 2022. godine. Grupa je visoko rangirana na Forbes Korea Power Celebrity 40 ljestvici i prepoznata od strane bivšeg južnokorejskog predsjednika Moon Jae-ina za širenje K-popa i korejske kulture širom svijeta.

## Članice
- Jisoo (지수) – vokal
- Jennie (제니) – reperica, vokal
- Rosé (로제) – plesačica, vokal
- Lisa (리사) – plesačica, reperica, vokal

## Diskografija

### Studijski albumi
- The Album (2020)
- Born Pink (2022)

## Turneje i koncerti

### Turneje
- Blackpink Arena Tour (2018)
- In Your Area World Tour (2018–2020)
- Born Pink World Tour (2022–2023)

### Koncerti
- Blackpink Japan Premium Debut Showcase (2017)
- 2019 Private Stage [Chapter 1] (2019)
- YG Palm Stage ― 2021 Blackpink: The Show (2021)
- Blackpink: The Virtual (2022)

## Filmografija
- Blackpink House (2018)
- YG Future Strategy Office (2018)
- Blackpink X Star Road (2018)
- Blackpink Diaries (2019)
- 24/365 with Blackpink (2020)
- Blackpink: Light Up the Sky (2020)
- Blackpink: The Movie (2021)
- Born Pink Memories (2022)
- Blackpink World Tour [Born Pink] In Cinemas (2024)

## Vanjske poveznice
- Službene stranice (korejski, engleski)

- WorldCat
- MusicBrainz